# Бойга чорноголова
Бойга чорноголова (Boiga nigriceps) — отруйна змія з роду Бойга родини вужеві. Має 2 підвиди.

## Опис
Загальна довжина цієї бойги коливається від 1,5 до 2 м. Має стрункий тулуб й маленьку голову. Забарвлення шкіри має оливкові або жовтувато-коричневі кольори. Голова й хвіст темніші, ніж тулуб. Губні щитки та горло білі або жовті. Черево світле у передній частині, темніше ближче до хвоста. Найяскравіше забарвлені деякі острівні форми. Зберігаючи загальний тип забарвлення, вони набувають яскраві, насичені кольори, стають дуже ошатними, незважаючи на відсутність малюнка. Тулуб цегляно-червоного або малинового кольору, голова зелена, контрастніша у дорослих особин, а хвіст сірувато-сталевий.

## Спосіб життя
Полюбляє первинні тропічні ліси, як на рівнинах, так й у гірських місцинах. активна вночі та у присмерку. Майже усе життя проводить на деревах. Харчується жабами, дрібними ссавцями, ящірками, птахами.
Це яйцекладна змія. Самка відкладає до 7 яєць.

## Розповсюдження
Мешкає у південному Таїланді, на Малайському півострові, на Суматрі, Яві, Калімантан та низці дрібніших островів на південь від Суматри (Ментавай, Ніас, Сімелуе). Зустрічається у провінції Гуансі (Китай).

## Підвиди
- Boiga nigriceps nigriceps
- Boiga nigriceps brevicauda